# 鈴木裕太
鈴木裕太（日语：／ Suzuki Yuta，2000年8月2日—）是一名出身於日本新潟縣新潟市的棒球選手，司職投手，目前效力於日本職棒東京養樂多燕子。

## 個人情報

### 背號
- 56（2019年－2022年）
- 014（2023年）

## 外部連結
- 鈴木裕太在日本職棒（英语）